# Гречаное
Гречаное (укр. Гречане) — село,
Ивановский сельский совет,
Петриковский район,
Днепропетровская область,
Украина.
Код КОАТУУ — 1223781403. Население по переписи 2001 года составляло 1004 человека .

## Географическое положение
Село Гречаное находится на левом берегу реки Орель (новое русло),
выше по течению на расстоянии в 2,5 км расположено село Проточи (Царичанский район),
ниже по течению примыкает село Ивановка,
на противоположном берегу — село Сорочино.
На территории села несколько озёр — остатки старого русла реки.
Рядом проходит автомобильная дорога Т-0441 (Р-52).

## Экономика
- ООО АФ «Славутич».

## Объекты социальной сферы
- Школа I-II ст.
- Фельдшерско-акушерский пункт.
- Дом культуры.

## Достопримечательности
- Братская могила советских воинов.